# Женский королевский армейский корпус
Женский королевский армейский корпус (англ. Women's Royal Army Corps, сокращённо также WRAC) — армейский корпус Британской армии, в котором несли службу исключительно женщины (за исключением врачей, медсестёр и капелланов) с 1949 по 1992 годы.

## История
Женский королевский армейский корпус был сформирован 1 февраля 1949 приказом № 6 как правопреемник Женского вспомогательного территориального корпуса, образованного в 1938 году.
В течение большей части времени существования его служащие решали преимущественно административные задачи. В марте 1952 года в корпусе были официально приняты воинские звания Британской армии. В составе корпуса также был чисто полностью женский военный оркестр.
В 1974 году две женщины из корпуса стали жертвами теракта в Гилфорде, тогда же погибли ещё два солдата Шотландской гвардии.
В октябре 1990 года в рамках военных реформ женщины из корпуса были переведены в другие части. В апреле 1992 года корпус был официально расформирован, а его правопреемником стал Корпус генеральных адъютантов.

## Известные командиры
Наивысшим званием корпуса было звание бригадира, которое носила директор корпуса. Впрочем, де-юре командование корпусом было и среди полномочий некоторых членов британской королевской семьи, которые также были покровителями корпуса. Так, «королевским» командиром женского корпуса были принцесса Мария с 1949 по 1965 годы (дослужилась до звания генерала 23 ноября 1956) и герцогиня Екатерина с 1967 по 1992 годы (генерал-майор).

## Список директоров корпуса
- Бригадир-дама Мэри Тируитт (1949—1950)
- Бригадир-дама Мэри Коулшед (1950—1954)
- Бригадир-дама Мэри Рэйлтон (1954—1957)
- Бригадир-дама Мэри Колвин (1957—1961)
- Бригадир-дама Джин Риветт-Дрейк (1961—1964)
- Бригадир-дама Джоан Хендерсон (1964—1967)
- Бригадир-дама Мэри Андерсон (1967—1970)
- Бригадир Шейла Хини (1970—1973)
- Бригадир Эйлин Нолан (1973—1977)
- Бригадир Энн Филд (1977—1982)
- Бригадир Хелен Мичи (1982—1986)
- Бригадир Ширли Найлд (1986—1989)
- Бригадир Гаэль Рэмси (1989—1992)
- Бригадир Джоан Роулстоун (1992—1994)[5]